# Шампионът (филм, 1979)
„Шампионът“ (на английски: The Champ) е американска спортна драма от 1979 година на режисьора Франко Дзефирели с участието на Джон Войт и Фей Дънауей.

## Сюжет
Били Флин (Шампионът) e бившият боксов шампион, който вече се занимава с коне. Това му донася достатъчно пари, за да гледа момче, което съпругата му е оставила преди 7 години. Момчето уважава шампиона, който работи, за да му даде поне малко бъдеще, но внезапно бившата съпруга се завръща ...

## В ролите
| Изпълнител      | Роля                           |
| --------------- | ------------------------------ |
| Джон Войт       | Били Флин (Шампионът)          |
| Фей Дънауей     | Ани                            |
| Джак Уордън     | Джаки                          |
| Рики Шрьодер    | Тимъти Джоузеф Флин (Ти.Джей.) |
| Джоан Блондел   | Доли Кениън                    |
| Артър Хил       | Майк                           |
| Стродър Мартин  | Райли                          |
| Елиша Кук       | Джордж                         |
| Стефан Гираш    | Чарли Гудман                   |
| Мери Джо Кетлет | Джоузи                         |
| Кристоф Джон    | Сони                           |

## Награди и номинации
- 1980 Печели награда „Златен глобус“ за изгряващ актьор – Шрьодер (на девет години за изпълнението си като T.J. Флин).
- 1980 Номинация Златен глобус за най-добър актьор в драматичен филм - Джон Войт